# 양 (음식)
양(羘; 영어: tripe)은 소 등 반추동물의 위 고기이다. 혹위(제1 위)는 양/양곱창, 벌집위(제2 위)는 벌집양, 겹주름위(제3 위)는 처녑, 주름위(제4 위)는 막창/홍창으로 불린다.

## 사진 갤러리

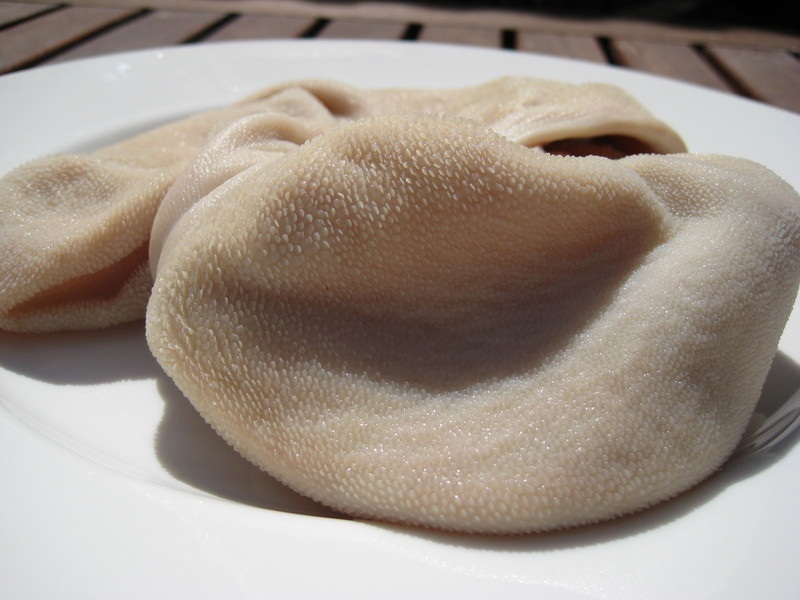
양(양곱창)
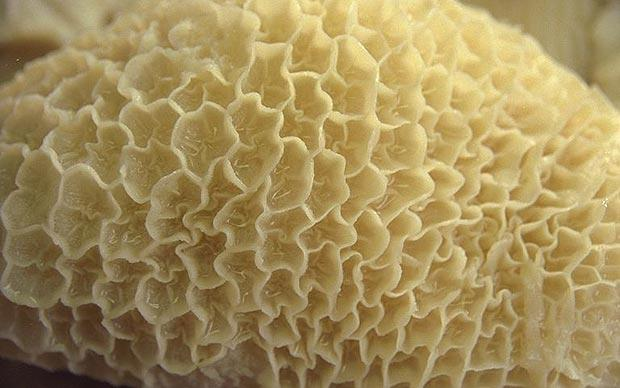
벌집양
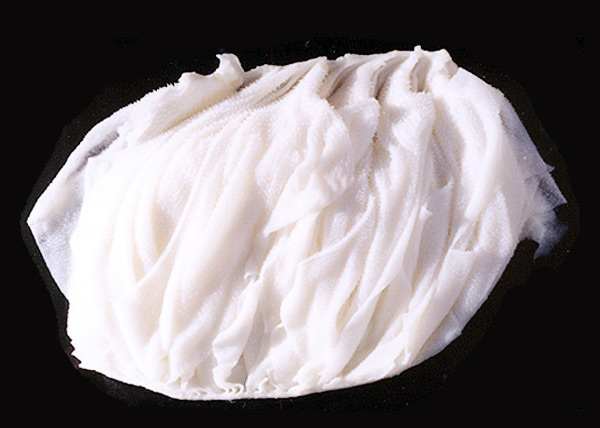
처녑
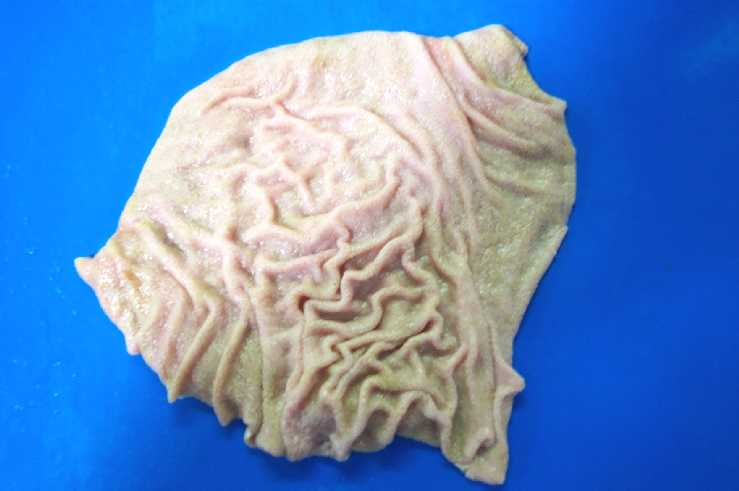
막창(홍창)
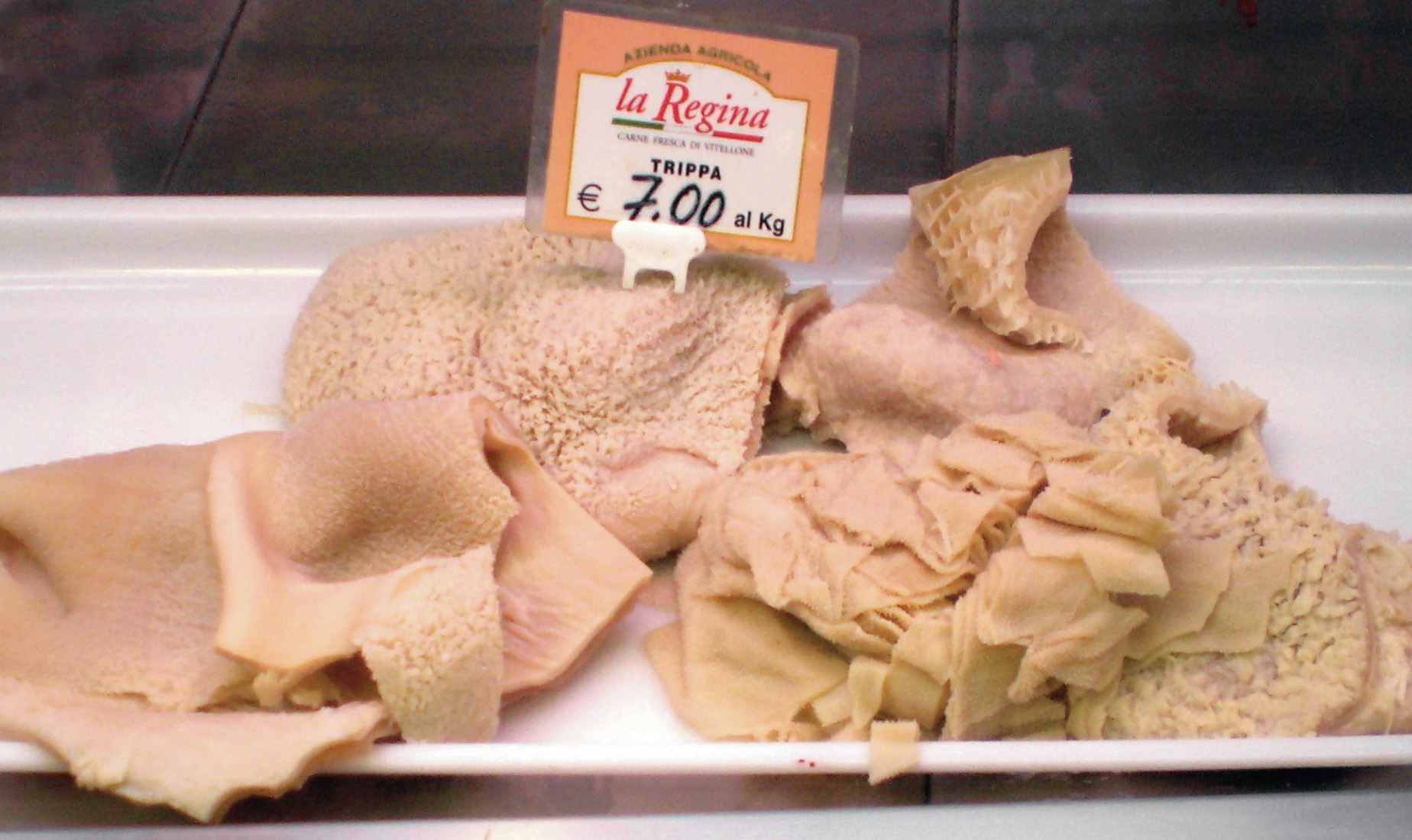
시중에 판매되는 양의 모습

## 같이 보기
- 곱창
- 대창
- 오소리감투